# 라스베이거스 랭글러스
| 라스베이거스 랭글러스 |                                                                               |
| 콘퍼런스              | 서부 콘퍼런스 (2003년~2004년) (2010년~2014년) 내셔널 콘퍼런스 (2004년~2010년) |
| 디비전                | 퍼시픽 디비전 (2003년~2004년) (2006년~2014년) 웨스트 디비전 (2004년~2006년)   |
| 설립연도              | 2003년                                                                        |
| 해체연도              | 2014년                                                                        |
| 역사                  | 라스베이거스 랭글러스 (2003년~2014년)                                         |
| 경기장                | 올리언스 아레나                                                               |
| 연고지                | 네바다주 라스베이거스                                                         |
| 상징색                | 빨강, 검정, 하양, 은                                                          |
| 구단주                |                                                                               |
| 단장                  |                                                                               |
| 감독                  |                                                                               |
| NHL 제휴              |                                                                               |
| AHL 제휴              |                                                                               |
| 정규시즌 우승         | 1 (2007)                                                                      |
| 콘퍼런스 우승         | 2 (2008, 2012)                                                                |
| 디비전 우승           | 2 (2007, 2008)                                                                |
| 켈리 컵               |                                                                               |
| 영구 결번             |                                                                               |

라스베이거스 랭글러스(Las Vegas Wranglers)는 미국 네바다주 라스베이거스를 연고지로 하는 2003년부터 2014년까지 ECHL 소속되었던 아이스 하키팀이다.

## 역대 홈경기장
| 경기장                | 사용기간      | 수용인원 | 장소                  | 비고 |
| --------------------- | ------------- | -------- | --------------------- | ---- |
| 라스베이거스 랭글러스 |               |          |                       |      |
| 올리언스 아레나       | 2003년~2014년 | 7,773명  | 네바다주 라스베이거스 | 빈칸 |

## 같이 보기
- 베이거스 골든 나이츠